# 史跡田名向原遺跡旧石器時代学習館
史跡田名向原遺跡旧石器時代学習館（しせき たなむかいはらいせき きゅうせっきじだいがくしゅうかん）は、神奈川県相模原市中央区田名塩田に所在する考古学系博物館。愛称は旧石器ハテナ館。国の史跡・田名向原遺跡の展示施設として、日本列島最古級とされる約2万年前の旧石器時代の建物遺構（住居状遺構）などを紹介する。

## 概要

### 田名向原遺跡
同遺跡は田名塩田地区にある「田名塩田遺跡群」の1つで、土地区画整理事業（住宅地化）に伴って1989年（平成元年）から発掘調査が行われ、古墳時代の古墳群（谷原古墳群）や縄文時代の集落などが発見されていたが、1997年（平成9年）の旧石器時代の調査で、約2万年前の建物跡（住居）と推定される遺構が発見された。日本の旧石器時代の建物跡は極めて発見例が少なく、人類の定住化の歴史を知るうえで貴重な遺跡として1999年（平成11年）1月に国の史跡に指定された。
現地は遺構保存の整備などをへて、2007年（平成19年）3月31日に「史跡田名向原遺跡公園」として公園化された。旧石器時代の「住居状遺構」のほか、同じ田名向原遺跡内から発見された縄文時代の竪穴建物の復元建物や、古墳時代の谷原古墳群の第12号墳の移築古墳が野外展示されている。また、公園用地内で発見された谷原13号墳・谷原14号墳は、埋め戻し保存の形で公園内に現地保存されている。

### 旧石器時代学習館
旧石器時代学習館（旧石器ハテナ館）は、県道を挟んで史跡公園の北東隣に建設され、2009年（平成21年）に開館した。
最寄り駅はJR相模線の原当麻駅で、そこから「田名バスターミナル」行きバス10分。年末年始（12月29日から1月3日）以外は無休。開館時間は、4月～10月は9:00～18:00、11月～3月は9:00～17:00。入場無料である。
展示は、旧石器時代の「住居状遺構」をメインに据え、遺構発見時の様子や構造をジオラマを多用して解りやすく伝え、出土した石器類の数々（神奈川県指定重要文化財）を展示している。また、旧石器時代以外の年代の遺構・遺物として、田名向原遺跡内から出土した縄文土器や、谷原古墳群の副葬品などを展示している。
館内ではこのほか、勾玉・土器・石器作りなどの定例体験教室も開催される。

## 画像集

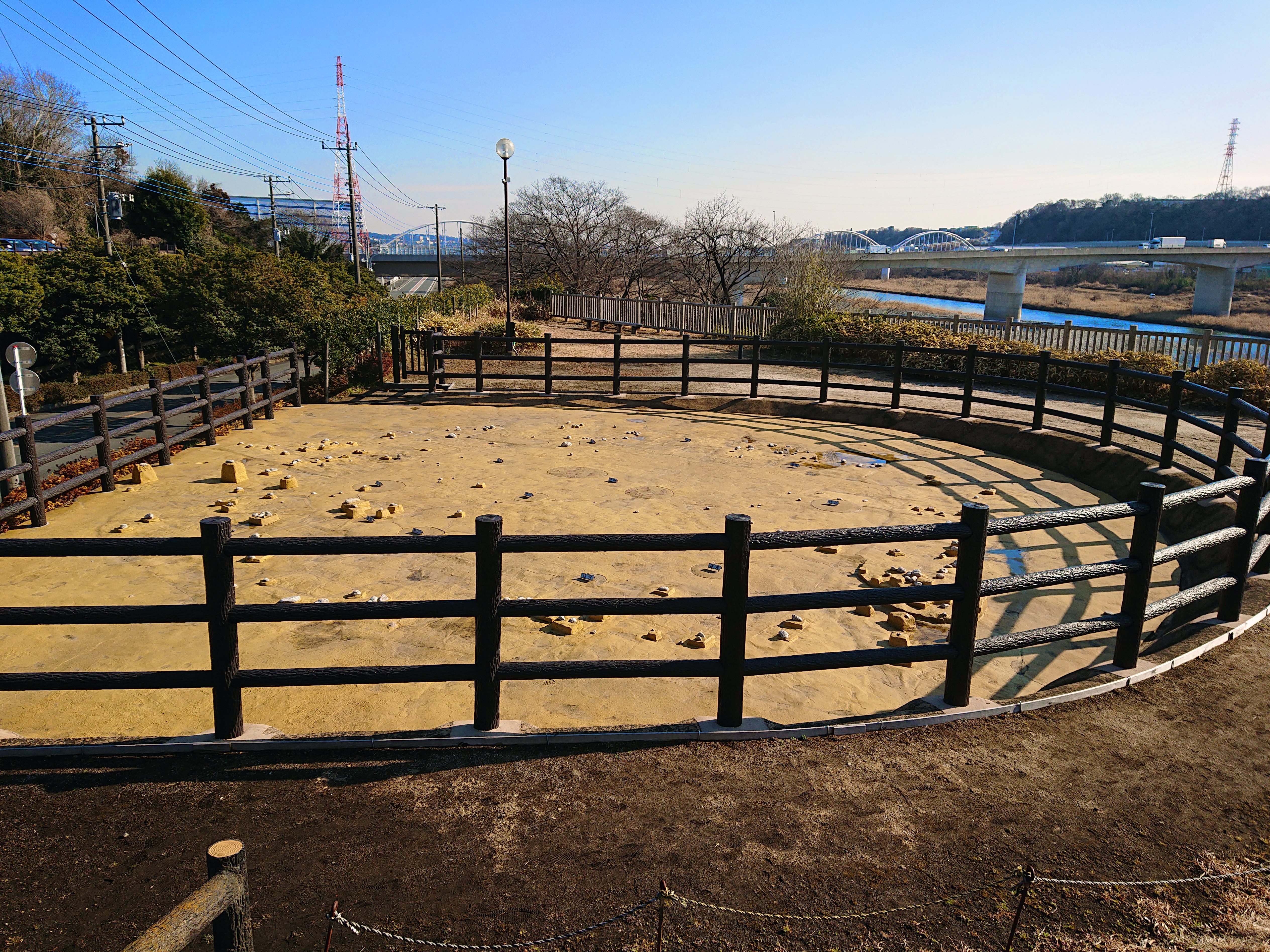
旧石器時代建物遺構の原寸復元模型（史跡田名向原遺跡公園）
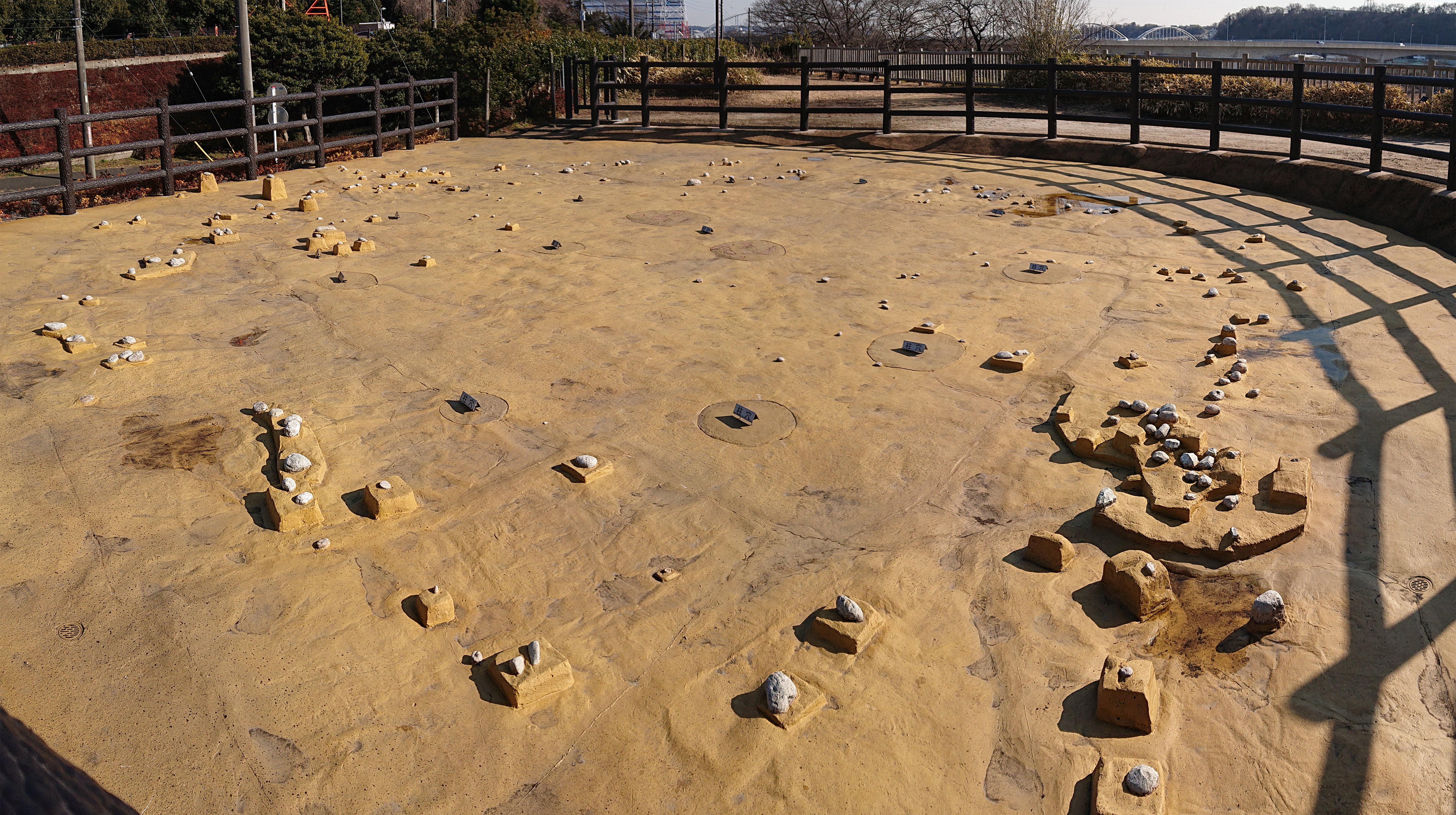
旧石器時代建物遺構の原寸復元模型、北側より（史跡田名向原遺跡公園）
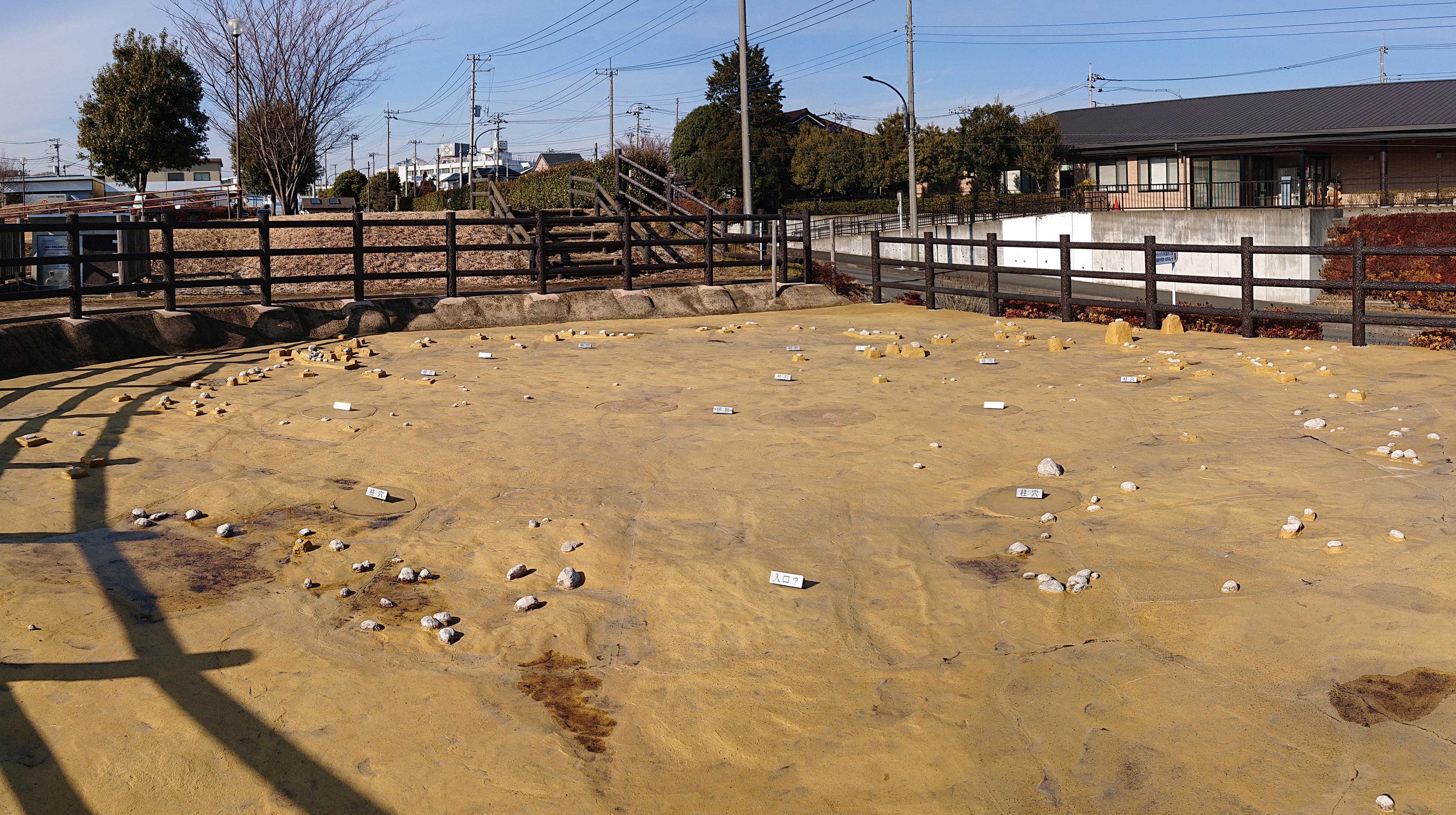
旧石器時代建物遺構の原寸復元模型、南側より（史跡田名向原遺跡公園）
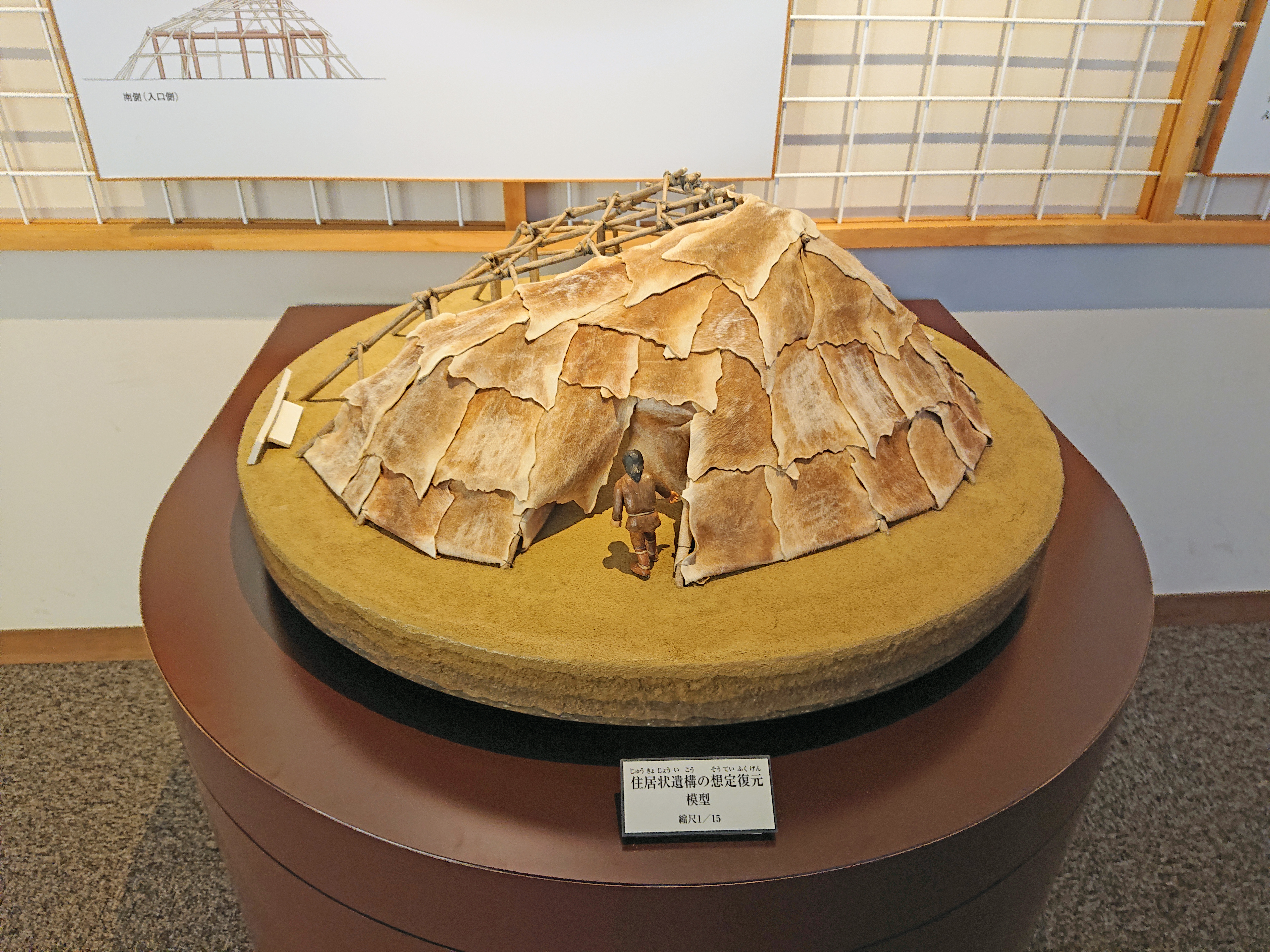
田名向原遺跡の旧石器時代建物の復元模型（旧石器ハテナ館内）
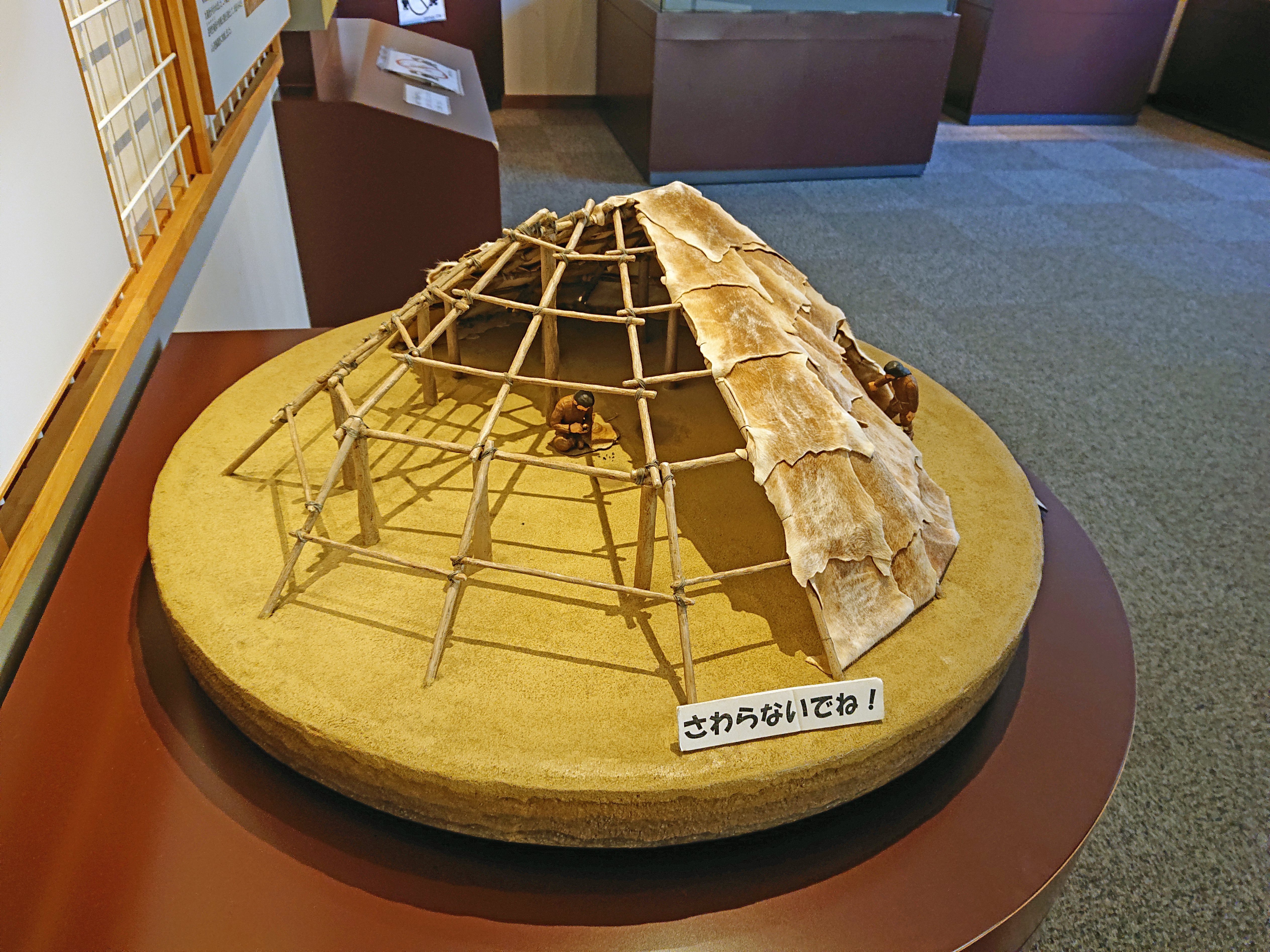
田名向原遺跡の旧石器時代建物の復元模型（旧石器ハテナ館内）